# Masayoshi Kan
Masayoshi Kan (japanisch 簡 優好 Kan Masayoshi; * 25. Februar 1972 in Chiba) ist ein ehemaliger japanischer Leichtathlet, der sich auf den 400-Meter-Lauf spezialisiert hat. Mit der japanischen 4-mal-400-Meter-Staffel gewann er 1991 und 1995 jeweils die Bronzemedaille bei Hallenweltmeisterschaften und siegte 1991 und 1998 bei den Asienmeisterschaften.

## Sportliche Laufbahn
Erste internationale Erfahrungen sammelte Masayoshi Kan vermutlich im Jahr 1990, als er bei den Juniorenasienmeisterschaften in Peking in 47,97 s die Bronzemedaille über 400 Meter gewann und mit der japanischen 4-mal-400-Meter-Staffel in 3:12,47 min die Goldmedaille gewann. Anschließend schied er bei den Juniorenweltmeisterschaften in Plowdiw mit 48,49 s in der ersten Runde über 400 Meter aus und belegte mit der Staffel in 3:07,58 min den siebten Platz. 1991 gewann er bei den Asienmeisterschaften in Kuala Lumpur in 3:05,22 min gemeinsam mit Hidekazu Katsuki, Yoshihiko Saitō und Kōji Itō die Goldmedaille. 1992 schied er mit der Staffel bei den Olympischen Sommerspielen in Barcelona mit 3:01,35 min im Vorlauf aus und wurde anschließend beim IAAF World Cup in Havanna in 3:05,30 min Sechster. Im Jahr darauf schied er bei den Hallenweltmeisterschaften in Toronto mit 47,25 s im Halbfinale über 400 Meter aus und gewann mit der Staffel in 3:07,30 min gemeinsam mit Seiji Inagaki, Yoshihiko Saitō und Hiroyuki Hayashi die Bronzemedaille hinter den Teams aus den Vereinigten Staaten und Trinidad und Tobago. Im Juli belegte er bei der Sommer-Universiade in Buffalo in 47,23 s den sechsten Platz über 400 Meter und gewann mit der Staffel in 3:03,21 min die Silbermedaille hinter dem US-amerikanischen Team. Anschließend verpasste er mit der Staffel bei den Weltmeisterschaften in Stuttgart mit 3:02,43 min den Finaleinzug. 1995 gewann er mit der Staffel bei den Hallenweltmeisterschaften in Barcelona in 3:09,73 min gemeinsam mit Seiji Inagaki, Tomonari Ono und Hiroyuki Hayashi erneut die Bronzemedaille, diesmal hinter den Teams aus den Vereinigten Staaten und Italien. Im August schied er bei den Weltmeisterschaften in Göteborg mit 3:01,46 min im Halbfinale aus, ehe er bei der Studentenweltspielen in Fukuoka in 3:02,51 min den vierten Platz belegte. Zudem schied er dort über 400 Meter mit 46,73 s im Semifinale aus.
1997 belegte er bei den Hallenweltmeisterschaften in Paris in 3:20,18 min den sechsten Platz und im Jahr darauf gewann er bei den Asienmeisterschaften in Fukuoka in 45,64 s die Silbermedaille hinter dem Sri-Lanker Sugath Thilakaratne. Zudem siegte er mit der Staffel in 3:02,61 min. Anschließend wurde er beim IAAF World Cup in Johannesburg in 3:03,94 min Fünfter mit der Staffel. Im Dezember belegte er bei den Asienspielen in Bangkok in 46,11 s den fünften Platz über 400 Meter und siegte mit der Staffel in 3:01,70 min gemeinsam mit Jun Osakada, Kenji Tabata und Shunji Karube. 1999 kam er bei den Hallenweltmeisterschaften im heimischen Maebashi mit 47,72 s nicht über den Vorlauf über 400 Meter hinaus und belegte mit der Staffel in 3:06,22 min den fünften Platz. Im August schied er dann mit 46,37 s im Viertelfinale bei den Freiluftweltmeisterschaften in Sevilla aus. Im Jahr darauf beendete er dann seine aktive sportliche Karriere im Alter von 28 Jahren.
1995 wurde Kan japanischer Meister im 400-Metr-Lauf.

## Persönliche Bestleistungen
- 400 Meter: 45,33 s, 9. Mai 1998 in Osaka
  - 400 Meter (Halle): 47,16 s, 12. März 1993 in Toronto